# L'Île aux trente cercueils (série télévisée, 2022)
Pour les articles homonymes, voir L'Île aux trente cercueils (homonymie).
Production
Diffusion
L'Île aux trente cercueils est une série télévisée française réalisée par Frédéric Mermoud d'après un scénario d'Elsa Marpeau et Florent Meyer, et diffusée en Belgique sur RTL tvi à partir du 22 février 2022, en Suisse sur RTS Un à partir du 18 mars 2022 et en France sur France 2 à partir du 21 mars 2022.
Librement adaptée du roman du même nom de Maurice Leblanc, paru en 1919, la série est une production de Thalie Images, avec la participation de France Télévisions, de RTL tvi, de Be-Films et de la Radio télévision suisse ainsi qu'avec le soutien de la région Bretagne,,,.
Le roman avait déjà fait l'objet d'une adaptation pour la télévision en 1979 avec Claude Jade dans le rôle principal,.

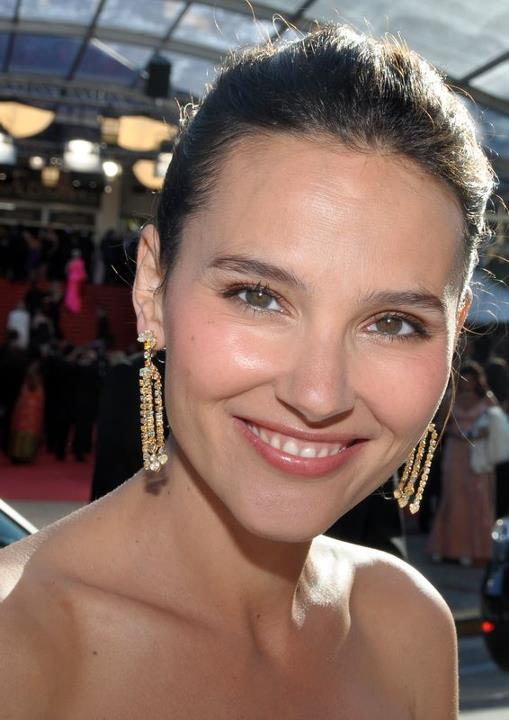
Virginie Ledoyen.

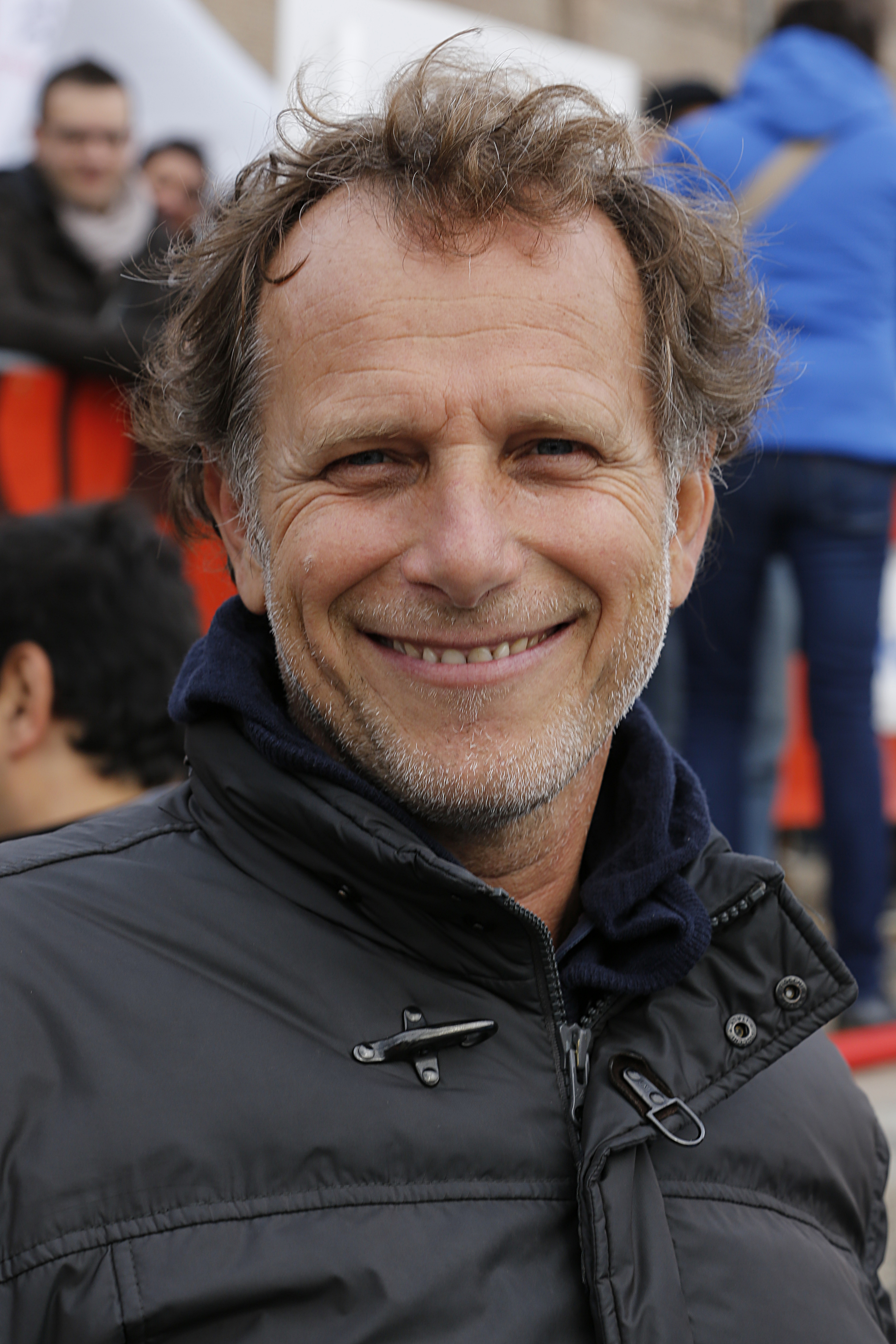
Charles Berling.

## Synopsis
La série s'ouvre sur une scène de violence sur une plage : un homme poursuit une femme et un enfant de six ou sept ans. La mère cache le petit dans une barque qu'elle pousse à l'eau, avant d'être rattrapée par l'homme qui la tue.
Des années plus tard, Christine reçoit sur son téléphone une mystérieuse vidéo montrant des images de son accouchement quinze ans plus tôt, sur l'île bretonne de Sarek, où elle a grandi : elle découvre que son enfant, qu'elle croyait mort-né, a été assassiné,, par les trois sages-femmes, les sœurs Archignat.
Contre l'avis de son mari, elle retourne sur l'île mais, sur le ferry, elle est victime d'une tentative d'empoisonnement et tombe à l'eau.
Christine survit et retrouve les gens du village de son enfance, en particulier Stéphane qui est gendarme maritime et son propre père, Henri Dormont, qu'elle n'a plus vu depuis la mort de son enfant. Celui-ci vit à l'écart du village, avec Marie Toussaint — qui lui sert de gouvernante — et ses deux enfants, Paul et Lou. Les trois sont hostiles au retour de Christine. 
Henri amène sa fille au cimetière où il tente d'ouvrir le tombeau de l'enfant mort-né. Mais un inconnu survient qui tente d'étrangler Christine, et tue Henri.
Le lendemain, Christine retrouve dans la maison de son père la vidéo complète de l'accouchement, et découvre que son enfant a été anesthésié par les sœurs Archignat, pour lui faire croire qu'il était mort et le lui voler. Elle retourne au cimetière, ouvre le tombeau, mais le cercueil est vide. Christine comprend que Paul est en fait son fils et qu'il a été remis à Marie par les sœurs Archignat.
Une série de morts frappe alors les habitants de Sarek, rappelant la prophétie des Trente Cercueils,,, selon laquelle il allait y avoir trente morts dans l'île. Le père Favre croit en cette prophétie et voit dans la présence de Christine la cause des malheurs qui s'abattent sur le village : la mort — accidentelle ? — de Marie Toussaint, l'assassinat de la benjamine des sœurs Archignat, que Christine et son mari retrouvent suspendue à une croix. 
La liste des morts s'allonge, la crainte s'empare des habitants, plusieurs se liguent contre Christine. Le mystère s'épaissit avec la présence sur l'île d'un sosie de Paul et avec les prédictions de Rémy, un jeune homme épileptique qui annonce des catastrophes.

## Distribution
- Famille de Christine et entourage
  - Virginie Ledoyen : Christine Vorski
  - Charles Berling : Raphaël Vorski
  - Jean-François Stévenin : Henri Dormont, le père de Christine
  - Marilyne Canto : Marie Toussaint
  - Manon Valentin : Lou, la fille de Marie
  - Jérémy Gillet : Paul, le fils de Christine et fils adoptif de Marie / Aurélien, le fils d'Émilie

- Acteurs du drame du passé
  - Anastasia Robin : Émilie Clavel
  - Arthur Sénéchal : Aurélien, le fils d'Émilie
  - Les sages-femmes :
    - Adeline Piketty : première sœur Archignat
    - Axelle Simon : deuxième sœur Archignat
    - Cathy Cerda : troisième sœur Archignat (Josée Bréchart)
- Autorités de l'île de Sarek
  - Stanley Weber : Stéphane Maroux, le chef du poste de gendarmerie
  - Martine Chevallier : Soizick Maroux, maire de Sarek et mère de Stéphane Maroux
- Habitants de l'île de Sarek
  - Dominique Pinon : Horacio, l'aubergiste
  - Thomas Mustin : Rémy, le cuisinier de l'auberge
  - Noam Morgensztern : le père Favre
  - Jina Djemba : Solène Du Guermeur
  - Adama Niane : Yannick Lantry
  - Maxime Bailleul : Arthur Trevenec
  - Tom Rivoire : Max
  - Nicky Marbot : Maguennoc

## Production

### Genèse et développement
Le roman policier et fantastique L'Île aux trente cercueils de Maurice Leblanc, paru en 1919, avait déjà été adapté pour la télévision, avec Claude Jade dans le rôle principal,.
L'adaptation de 2021 est créée et écrite par Elsa Marpeau et Florent Meyer. D'après France Télévisions, « les deux créateurs reprennent les codes du roman, mais les remettent au goût du jour ».
En mai 2021, Beta Film, une des plus grandes sociétés de télévision indépendantes d'Europe, basée à Munich, acquiert les droits de distribution mondiaux de la série, hors de France,,. Cette acquisition s'inscrit dans un projet beaucoup plus vaste de la firme,, qui estime que la production française est riche et créative, et compte sur le plan mondial, en prenant pour exemple les succès de Lupin et de Dix pour cent.
Pour Anne Holmes et François Hitter, directeurs de la fiction française de France Télévisions, il est apparu comme une évidence de reprendre cette œuvre du patrimoine, avec son potentiel de frissons. 
Le producteur Stéphane Moatti de Thalie Images abonde dans ce sens, et estime que les deux adaptateurs ont trouvé une bonne approche contemporaine.

### Tournage
Le tournage, effectué avec le soutien de la région Bretagne et la participation de techniciens et de figurants bretons, se déroule du 29 mars au 29 juin 2021 en grande partie dans le Finistère, sur l'île d'Ouessant, ainsi qu'à Plogoff, Cléden-Cap-Sizun, Goulien, Landévennec, Concarneau, Audierne et Guilvinec,,,.
Pour Beta Film, ainsi que pour Stéphane Moatti les lieux de tournage sauvages et mystérieux viennent en appui à l'atmosphère inquiétante du récit,,.

### Fiche technique
- Titre français : L'Île aux trente cercueils
- Réalisation : Frédéric Mermoud[4],[7],[14],[12]
- Scénario : Elsa Marpeau et Florent Meyer[9],[10],[14], librement adapté du roman L'île aux trente cercueils de Maurice Leblanc
- Genre : Thriller policier, polar, drame[15]
- Production : Stéphane Moatti[4],[5],[12]
- Société de production : Thalie Images, avec la participation de France Télévisions, de RTL tvi, de Be-Films et de la Radio télévision suisse[2],[4],[14]
- Musique : Keegan DeWitt[5],[12]
- Photographie : Stéphane Massis
- Décors : Hérald Najar[16]
- Son : Guillaume Le Braz
- Accessoires : Arthur Deleu[16]
- Costumes : Claire Lacaze
- Pays de production :  France
- Langue originale : français
- Format : couleur
- Nombre de saisons : 1
- Nombre d'épisodes[10] : 6
- Durée : 52 minutes[15]
- Dates de première diffusion :
  - Belgique : 22 février 2022 sur RTL tvi[17],[18]
  - Suisse : 18 mars 2022 sur RTS Un[1]
  - France : 21 mars 2022 sur France 2[14],[12]

## Audiences et diffusion

### En Belgique
En Belgique, la série est diffusée le mardi vers 21 h 45 sur RTL tvi par salves de deux épisodes du 22 février 2022 au 8 mars 2022,.
| Épisode              | Diffusion             | Diffusion         | Audience moyenne          | Audience moyenne                       | Réf.   |
| Épisode              | Jour                  | Horaire           | Nombre de téléspectateurs | Part de marché (sur les 4 ans et plus) | Réf.   |
| -------------------- | --------------------- | ----------------- | ------------------------- | -------------------------------------- | ------ |
| 1                    | mardi 22 février 2022 | 21 h 45 - 22 h 50 | 121 168                   |                                        | [ 19 ] |
| 2                    | mardi 22 février 2022 | 22 h 50 - 23 h 50 | 121 168                   |                                        | [ 19 ] |
| 3                    | mardi 1er mars 2022   | 21 h 45 - 22 h 50 | 112 597                   |                                        | [ 20 ] |
| 4                    | mardi 1er mars 2022   | 22 h 50 - 23 h 50 | 112 597                   |                                        | [ 20 ] |
| 5                    | mardi 8 mars 2022     | 21 h 45 - 22 h 50 | indéterminé               |                                        | [ 21 ] |
| 6                    | mardi 8 mars 2022     | 22 h 50 - 23 h 50 | indéterminé               |                                        | [ 21 ] |
|                      |                       |                   |                           |                                        |        |
| Moyenne de la saison |                       |                   |                           |                                        |        |

- Les plus hauts chiffres d'audience
- Les plus bas chiffres d'audience

### En France
En France, la série est diffusée le lundi à 21 h 10 sur France 2 par salve de deux épisodes du 21 mars 2022 au 4 avril 2022, puis rediffusée les 24 et 25 juillet 2024 sur France 2.
| Épisode              | Diffusion            | Diffusion            | Audience moyenne          | Audience moyenne                       | Audience moyenne         | Audience moyenne | Réf.   |
| Épisode              | Jour                 | Horaire              | Nombre de téléspectateurs | Part de marché (sur les 4 ans et plus) | Part de marché (FRDA-50) | Classement       | Réf.   |
| -------------------- | -------------------- | -------------------- | ------------------------- | -------------------------------------- | ------------------------ | ---------------- | ------ |
| 1                    | lundi 21 mars 2022   | 21 h 10 - 22 h 00    | 3 841 000                 | 17,8 %                                 |                          |                  | [ 23 ] |
| 2                    | lundi 21 mars 2022   | 22 h 00 - 22 h 55    | 3 541 000                 | 19,2 %                                 |                          |                  | [ 23 ] |
| 3                    | lundi 28 mars 2022   | 21 h 10 - 22 h 00    | 3 429 000                 | 15,9 %                                 |                          |                  | [ 24 ] |
| 4                    | lundi 28 mars 2022   | 22 h 00 - 22 h 55    | 3 161 000                 | 17 %                                   |                          |                  | [ 24 ] |
| 5                    | lundi 4 avril 2022   | 21 h 10 - 22 h 00    | 3 222 000                 | 14,6 %                                 |                          |                  | [ 25 ] |
| 6                    | lundi 4 avril 2022   | 22 h 00 - 22 h 55    | 3 100 000                 | 15,9 %                                 |                          |                  | [ 25 ] |
|                      |                      |                      |                           |                                        |                          |                  |        |
| Moyenne de la saison | Moyenne de la saison | Moyenne de la saison | 3 382 000                 | 16,7 %                                 |                          |                  |        |

- Les plus hauts chiffres d'audience
- Les plus bas chiffres d'audience